# Glock 17
Glock 17 (kratica G17; avstrijska oznaka P80) je polavtomatska pištola avstrijskega koncerna GLOCK.

## Zgodovina
Pištola je nastala v začetku osemdesetih let 20. stoletja v avstrijskem podjetju Glock Gmbh. Pištola je bila med prvimi, ki so imele polimersko ogrodje, ni pa bila prva, kot pogosto mislimo. Takoj je bila sprejeta kot službeno orožje v avstrijski kopenski vojski pod oznako P80. Od prvih pištol do danes je bila pištola trikrat posodobljena, zato današnjim Glockom pravijo »Glocki tretje generacije«. Spremembe so bile večinoma narejene na ogrodju, ki je bilo sprva precej enostavno, danes pa je oblikovano tako, da je nanj možno pritrditi različne nastavke (kot je na sliki desno). Tudi ročaj je posodobljen, da pištola lepše leži v roki. Pištola je postala razširjena povsod po svetu, saj je v uporabi že v več kot 50 državah.

## Opis
Glock 17 je bila prva pištola novejše dobe, ki je imela vgrajen striker, ki je zamenjal kladivce in udarno iglo. Ima modificiran Browningov cevni zaklepni mehanizem; »safe action semi-double action« sprožilni sistem in tri samodejne varovalne mehanizme, ki omogočajo varno nošnjo. Pištola ima poligonalno cev z desnim navojem, kar daje kroglam izstreljenim iz tega orožja specifično balistično karakteristiko. 
Ker ima polimerično ogrodje, velja prepričanje, da je ni mogoče odkriti na detektorjih kovine, kar pa ne drži, saj sta cev, zaklep in večina notranjih delov iz ojačenega jekla.
Zaradi poenostavljenega delovanja, visoke odpornosti, primerne cene ter zmnožnosti delovanja v ekstremnih pogojih (tropi, puščava, džungla, Arktika,...), je priljubljena pri uporabnikih. K visoki priljubljenosti prispeva tudi okvir z veliko kapaciteto, kar dela to pištolo še posebej priljubljeno pri praktičnih strelcih.

## Različice
- Glock 17C - različica s kompenzatorjem za zmanjšanje odsuna
- Glock 17L - podaljšana različica s kompenzatorjem
- Glock 18 - vojaška, polavtomatska / avtomatska različica
- Glock 19 - kompaktna različica